# Lincoln Electric Bester
Lincoln Electric Bester Sp. z o.o. – polskie przedsiębiorstwo z siedzibą w Bielawie, produkujące osprzęt spawalniczy.
Przedsiębiorstwo zostało założone w 1946 r. w pomieszczeniach dawnej fabryki Kruppa. Od samego początku działalności firma była zorientowana na klienta, na potrzeby, którego opracowywano wciąż nowe produkty. Już od 1950 roku kadra inżynierska uczestniczyła w pracach Stowarzyszenia Elektryków Polskich, a od 1960 r. współpracowała z Instytutem Łączności. Pod koniec 1977 r. podpisano pierwszą umowę kooperacyjną z firmą ESAB ze Szwecji. Dawało to szansę eksportu oraz możliwości opanowania nowoczesnych technologii.
Od 18 stycznia 2002 roku spółka Lincoln Electric Bester Sp. z o.o. należy do amerykańskiego koncernu Lincoln Electric. Obecnie jest to największa fabryka tego koncernu w Europie oraz zaplecze logistyczne i marketingowe dla regionu Europy Środkowej i Wschodniej, obejmującego Polskę, Litwę, Łotwę, Estonię, Czechy, Słowację, Węgry, Rumunię, Serbię, Czarnogórę, Bułgarię i Macedonię.
Główna siedziba przedsiębiorstwa znajduje się w Bielawie; oddział – w Świętochłowicach.